# Arruazu
Arruazu é um município da Espanha
na província e comunidade autónoma de Navarra. Tem 5,71 km² de área e em 2021 tinha 100 habitantes (densidade: 17,5 hab./km²).

## Demografia
| Variação demográfica do município entre 1991 e 2004 | Variação demográfica do município entre 1991 e 2004 | Variação demográfica do município entre 1991 e 2004 | Variação demográfica do município entre 1991 e 2004 |
| --------------------------------------------------- | --------------------------------------------------- | --------------------------------------------------- | --------------------------------------------------- |
| 1991                                                | 1996                                                | 2001                                                | 2004                                                |
| 118                                                 | 110                                                 | 101                                                 | 104                                                 |